# Tank Abbott
David Lee eller "Tank" Abbott , som han är mer känd som, är född 1965 i Huntington Beach, Kalifornien, USA, är en fighter inom kampsporten MMA (mixed martial arts). Han var huvudsakligen aktiv för WCW mellan 1999 och 2001.
Som kuriosa kan nämnas att han har tagit 600 pounds (272 kg) i bänkpress.